# Bettna kyrka
Bettna kyrka är en kyrka som tillhör Bettna församling i Strängnäs stift. Kyrkan ligger i Bettna i Flens kommun.

## Kyrkobyggnaden
Kyrkan, som är rikt dekorerad med målningar, uppfördes på 1100-talet men har byggts om och till vid flera tillfällen. Det ursprungliga koret revs troligen omkring år 1300 och långhuset förlängdes åt öster till dubbla längden. Under 1400-talet breddades kyrkan och kyrkorummet försågs med takvalv. 1667 byggdes en ny sakristia norr om koret som ersatte tidigare sakristia från omkring år 1300.
Klockstapeln är från 1644 men har sedan 1902 inga klockor som istället flyttats till kyrktornet. Detta kyrktorn bekostades av nye ägaren till Åkerö slott ingenjören Gunnar Feodor Enderlein som gåva år 1900. Församlingen bekostade själva grunden för det. Kyrkogården har två stigluckor uppförda 1731.

## Inventarier
- Orgeln, som byggdes av orgelbyggaren Per Schiörlin 1794, har sin speciella historia. Strax innan den ödesdigra maskeradbalen 1792 godkände Gustav III arkitekten Olof Tempelmans ritningar till den orgel som Schiörlin byggde. 1988 rekonstruerades den av Åkerman & Lund, Knivsta.
- Predikstolen är tillverkad av Åkerös gårdssnickare och skänkt till kyrkan 1765 av Carl Gustaf Tessin.
- Nuvarande altaruppsats är från 1714. I sakristian finns tidigare altarskåp från 1585.
- Dopfunt och dopfat är skänkta till kyrkan 1647 av Johan Fitinghoff, dåvarande ägaren av Broby säteri.

## Orgel
1902 uppgjordes kontrakt med E. A. Setterquist & Son, Örebro, om en orgel med 10 stämmor och två manualer. 27 maj 1903 blev denna uppförd och avsynad av musikdirektör Otto G. Settergren, Nyköping.

## Gravkammare
I en gravkammare under golvet ligger flera adelspersoner begravda, såsom Carl Gustaf Tessin, Ulrika Lovisa Sparre, Fredrik Sparre och andra av ätterna Sparre och Bjelke.

### Webbkällor
- byggnadspresentation